# Harańczykowa Góra
Harańczykowa Góra (614 m) – szczyt w południowo-wschodniej części Beskidu Andrychowskiego (Beskid Mały). Znajduje się w niskim grzbiecie u południowych podnóży Pasma Łamanej Skały. W grzbiecie tym kolejno od zachodu na wschód wyróżnia się szczyty: Gronik (552 m), Palusowa Góra (614 m) i Harańczykowa Góra. Wschodnie, południowe i zachodnie stoki Harańczykowej Góry opadają do potoku Stryczykówka.
Stoki Harańczykowej Góry są porośnięte lasem, ale grzbiet jest bezleśny, dzięki temu rozciągają się z niego widoki na Pasmo Pewelskie i Grupę Żurawnicy. W XIX wieku na stokach Harańczykowej Góry wydobywano rudy żelaza. W tym celu wykuto w nich dziesiątki niewielkich sztolni. Były to rudy ubogie, z powodu bliskiej odległości od terenów zabudowanych i dobrego dostępu eksploatacja ta była w jakimś stopniu opłacalna. Obecnie przez Harańczykową Górę prowadzi jeden ze szlaków turystyki pieszej.
Harańczykowa Góra znajduje się w granicach wsi Krzeszów w województwie małopolskim, w powiecie suskim, w gminie Stryszawa.
Szlak turystyczny
 Krzeszów – Harańczykowa Góra – Jaworzyna – Semikówka – schronisko PTTK Leskowiec. Czas przejścia: 3:10 h, ↓ 2:20 h